# Луций Постумий Альбин (консул 173 года до н. э.)
Луций Постумий Альбин (лат. Lucius Postumius Albinus; умер после 168 года до н. э.) — римский политический деятель и военачальник из патрицианского рода Постумиев, консул 173 года до н. э. Участвовал в войнах в Испании и Македонии.

## Биография
Луций Постумий принадлежал к одному из знатнейших патрицианских родов Рима, упоминающемуся в источниках, начиная с первого десятилетия Римской республики. Консульские фасты называют преномен отца и деда Луция Постумия — Авл; отсюда делается вывод, что Луций был, вероятно, внуком консула 242 года до н. э. Авла Постумия Альбина. Его старшими братьями были Авл Постумий Альбин Луск (консул 180 года до н. э.) и Спурий Постумий Альбин Павлул (консул 174 года).
В 180 году до н. э., в год консульства старшего из братьев, Луций Постумий был претором и получил в управление Дальнюю Испанию, в которой остался и на следующий год в качестве пропретора. Ему удалось одержать победы над лузитанами и «окрестными испанцами», и за это он получил триумф по возвращении в Рим (178 год до н. э.). В целом об испанском наместничестве Альбина известно совсем немного. Это объясняют тем, что римские анналисты предпочитали Луцию Постумию его коллегу Тиберия Семпрония Гракха, в это же время управлявшего Ближней Испанией и справившего триумф на день раньше.
В 174 году до н. э. Луций Постумий одержал, наконец, победу на консульских выборах. Своим успехом он был обязан братьям, один из которых в 174 году был консулом, а другой — цензором. Большую часть консульского года Альбин провёл, занимаясь по поручению сената разграничением частных и общественных земель в Кампании, так что войну с лигурами вёл только его коллега Марк Попиллий Ленат.
Когда началась Третья Македонская война (171 год до н. э.), Луций Постумий вместе с ещё двумя сенаторами отправился в Африку, чтобы добиться от Карфагена и Нумидии слонов и конницы для армии, отправляющейся на Балканы. После неудачного участия в цензорских выборах (169 год до н. э. ) Луций Постумий стал военным трибуном в армии Луция Эмилия Павла и в решающем сражении с македонянами при Пидне 22 июня 168 года до н. э. командовал вторым легионом, атаковавшим самую середину вражеского строя. В следующем году он должен был разрушить по приказу проконсула город Энея на полуострове Халкидики; поскольку на этом сохранившаяся часть труда Тита Ливия обрывается, о дальнейшей судьбе Луция Постумия ничего не известно.